# District de Kagawa
Le district de Kagawa (香川郡, Kagawa-gun) est un district de la préfecture de Kagawa au Japon.
Selon l'estimation du 1er décembre 2011, sa population était de 3 304 habitants pour une superficie de 14,23 km2, donnant ainsi une densité de population de 232 hab./km2.

## Municipalité du district
- Naoshima